# 岐阜市立西郷小学校
岐阜市立西郷小学校（ぎふしりつ さいごうしょうがっこう）は、岐阜県岐阜市にある公立小学校。

## 沿革
- 1873年（明治6年）5月 - 上西郷村に遷善義校が開校する。
- 1874年（明治8年） - 新築移転。
- 1881年（明治14年） - 西郷研心学校に改称する。
- 1886年（明治19年） - 尋常科、簡易科を設置。
- 1889年（明治22年） - 西郷学校に改称する。校区は上西郷村、中西郷村、小野村、中村であったが、小野村と中村は御望村の御望学校[注釈 1]へ委託。
- 1893年（明治26年） - 西郷尋常小学校に改称する。
- 1897年（明治30年）
  - 4月1日 - 上西郷村、中西郷村、小野村、中村、および、七郷村の一部（下西郷）が合併し、西郷村が発足。
  - 不明 - 小野、中の鵜飼尋常高等小学校[注釈 2]への委託を解除。
- 1909年（明治42年） - 現在地に移転する。
- 1922年（大正11年） - 西郷尋常高等小学校に改称する。
- 1941年（昭和16年） - 西郷国民学校に改称する。
- 1947年（昭和22年） - 西郷村立西郷小学校に改称する。
- 1950年（昭和25年）8月20日 - 西郷村が岐阜市に編入される。同時に岐阜市立西郷小学校に改称する。

## 通学区域
- 上西郷、中西郷、中、小野、下西郷、上西郷1-9丁目、小野1-6丁目、下西郷1-5丁目、中1・2丁目、中西郷1-7丁目[1]

## 進学先中学校
- 岐阜市立岐北中学校

## 著名な出身者
- 伊藤英明 - 俳優[2]

## 交通アクセス
- 岐阜バス

西郷線（JR岐阜駅バスターミナルから西郷（C38））「西郷」より徒歩約5分。